# Pachystoma
Pachystoma é um gênero botânico pertencente à família das orquídeas (Orchidaceae).